# Марселен, Джеймс
Джеймс Марселен (фр. James Marcelin; 13 июня 1986, Сен-Марк, Гаити) — гаитянский футболист, полузащитник. Выступал за сборную Гаити.

## Клубная карьера
Марселен начал карьеру на родине, выступая за клубы «Руладо» и «Расинг». В 2008 году он перешёл в пуэрто-риканский «Пуэрто-Рико Айлендерс», за который играл в Первом дивизионе USL. 11 февраля 2010 года Марселен перешёл в клуб «Портленд Тимберс» из Второго профессионального дивизиона Федерации футбола США. Когда в 2011 году «Портленд Тимберс» стали франшизой MLS, он остался в их составе. 2 апреля в матче против «Нью-Инглэнд Революшн» Марселен дебютировал в высшей лиге. 25 апреля 2012 года «Тимберс» отчислили Марселена «по причинам, не имеющим отношение к футболу».
4 мая 2012 года Джеймс подписал контракт с клубом «Даллас». 7 мая в матче против «Колорадо Рэпидз» он дебютировал за техасцев. 23 января 2013 года Марселен был отчислен из «Далласа».
Летом 2013 года Марселен присоединился к клубу из Антигуа и Барбуды «Антигуа Барракуда», выступавшему в лиге USL Pro. 5 июля в поединке против «Ориндж Каунти Блюз» он дебютировал за новый клуб. За восточно-карибскую команду он сыграл всего четыре матча.
7 июля 2014 года, после почти годичного перерыва в карьере, Джеймс подписал контракт с клубом Североамериканской футбольной лиги «Форт-Лодердейл Страйкерс». 20 июля в матче против «Сан-Антонио Скорпионс» он дебютировал за новую команду.
16 декабря 2014 года Марселен подписал контракт с клубом MLS «Спортинг Канзас-Сити», но 24 февраля 2015 года он был отчислен из клуба.
3 марта 2015 года Марселен перезаключил контракт с «Форт-Лодердейл Страйкерс». По итогам сезона 2015 он был включён в символическую сборную NASL.
30 декабря 2015 года Марселен был обменян в «Каролину Рэйлхокс» на Нила Хлавати.
В мае 2018 года Марселен присоединился к клубу «Майами Юнайтед».
22 февраля 2019 года Марселен подписал контракт с клубом Канадской премьер-лиги «Эдмонтон». За «Эддис» он дебютировал 4 мая в матче против «Валора». 4 ноября «Эдмонтон» объявил, что контракт с Марселеном, истекший 31 октября, не будет продлён на следующий сезон.

## Международная карьера
6 июня 2007 года в матче Золотого кубка КОНКАКАФ против сборной Гваделупы Марселен дебютировал за сборную Гаити.
В 2009 году Джеймс во второй раз принял участие в Золотом кубке КОНКАКАФ. На турнире он сыграл в матчах против сборных Гондураса, Гренады, США и Мексики. В поединке против гренадцев Марселен забил свой первый гол за национальную команду.
В 2015 году в составе сборной Джеймс в третий раз принял участие в розыгрыше Золотого кубка КОНКАКАФ. На турнире он сыграл в матчах против сборных Гондураса, США, Панамы и Ямайки.
В 2016 году Джеймс попал в заявку на участие в Кубке Америки в США. На турнире он сыграл в матчах против команд Перу, Бразилии и Эквадора. В поединке против бразильцев Марселен забил гол.

### Голы за сборную Гаити
| #   | Дата            | Место                                     | Противник                       | Счёт | Результат | Соревнование                     |
| --- | --------------- | ----------------------------------------- | ------------------------------- | ---- | --------- | -------------------------------- |
| 01. | 7 августа 2009  | РФК Мемориэл Стэдиум, Вашингтон, США      | Гренада                         | 2:0  | 2:0       | Золотой кубок КОНКАКАФ 2009      |
| 02. | 9 февраля 2011  | Сильвио Катор, Порт-о-Пренс, Гаити        | Американские Виргинские острова | 1:0  | 6:0       | Чемпионат мира 2014 квалификация |
| 03. | 9 июля 2011     | Эргилио Хато, Виллемстад, Кюрасао         | Кюрасао                         | 2:2  | 2:4       | Чемпионат мира 2014 квалификация |
| 04. | 10 октября 2015 | Би-би-ви-эй Компасс Стэдиум, Хьюстон, США | Сальвадор                       | 0:1  | 1:3       | Товарищеский матч                |
| 05. | 8 июня 2016     | Орландо Ситрус Боул Стэдиум, Орландо, США | Бразилия                        | 5:1  | 7:1       | Кубок Америки 2016               |

## Достижения
Командные
 «Пуэрто-Рико Айлендерс»
- Обладатель Кубка комиссионера (победитель регулярного чемпионата Первого дивизиона ЮСЛ[англ.]): 2008

Индивидуальные
- Член символической сборной Североамериканской футбольной лиги: 2015